# Rumelner TV (Volleyball)
Die Volleyball-Abteilung des Rumelner Turnvereins 1900 e. V. wurde 1971 gegründet. Die 1. Volleyball-Männermannschaft spielte von 2011 bis 2014 in der Zweiten Bundesliga Nord.
Außerdem gibt es noch zwei weitere Männer-, zwei Frauen- und zahlreiche Jugendmannschaften. Die männliche A-Jugend wurde 2002 und 2005 Deutscher Meister.